# Luigi Cattaneo (calciatore)
Luigi Cattaneo (Schio, 10 dicembre 1918 – Schio, 8 marzo 1993) è stato un calciatore italiano, di ruolo centrocampista e attaccante.

## Caratteristiche tecniche
Impiegato come jolly in più ruoli, poteva giocare come mezzala, centravanti o ala. Occasionalmente è stato schierato anche come difensore.

## Carriera
Cresce nelle giovanili dell'Ambrosiana-Inter, che nel 1936 lo cede in prestito al Como; disputa due campionati in prima squadra in Prima Divisione e nel 1938 il prestito viene rinnovato. Nel corso della stagione, tuttavia, passa al Crema, in Serie C, con cui gioca 8 partite.
Nel 1939 viene ceduto al Bari, impegnato nel campionato di Serie A. Con i galletti disputa una sola partita nella stagione, giocando da titolare la semifinale di Coppa Italia persa contro il Genova 1893. Resta in forza al Bari anche l'anno successivo, per svolgere il servizio militare; esordisce nella massima serie il 24 novembre 1940, nel pareggio per 1-1 sul campo del Venezia, disputando in tutto due partite.
Al termine della stagione rimane in Puglia, ingaggiato in prestito dal Trani, in Serie C. L'anno successivo è al Lecce (sempre in prestito), nel quale disputa la sua annata più prolifica, con 14 reti realizzate; i salentini vincono il proprio girone e accedono alle finali per la promozione in Serie B, vinte dalla Pro Gorizia e dal Verona.
Durante la guerra gioca nel Campionato Alta Italia 1943-1944 con il Lanerossi Schio e dopo la sospensione bellica dei campionati riprende l'attività nel Verona, impegnato nel campionato di Serie B-C. A fine stagione, dopo aver disputato alcune partite di Coppa Alta Italia in prestito al Piacenza, viene posto in lista di trasferimento e torna per un biennio al Lanerossi Schio.

## Palmarès

### Giocatore

#### Competizioni regionali
- Prima Divisione: 1

Como: 1937-1938

#### Competizioni nazionali
- Campionato italiano Serie C: 1

Lecce: 1942-1943